# واين غوميز
واين غوميز (بالإنجليزية: Wayne Gomes) هو لاعب كرة قاعدة أمريكي، ولد في 15 يناير 1973 في هامبتون في الولايات المتحدة.